# Exodus (álbum de Samael)
Exodus es el tercer EP de la banda suiza Samael, editado en 1998. En términos generales, sigue en la línea musical del anterior disco de estudio, Passage, y al igual que el anterior EP Rebellion, reversiona algunos temas antiguos de la banda.

## Ficha técnica
- Grabado en Woodhouse Studio, Hagen, Alemania, en la primavera de 1996.
- Grabado, masterizado y mezclado por Waldemar Sorychta y Xy.
- Producido por Waldemar Sorychta.
- Música por Xy.
- Letras por Vorph.

## Listado de canciones
Contiene los siguientes temas:
1. "Exodus". Se refiere al abandono del mundo terrenal para ingresar en una esfera distinta de realidad espiritual.
2. "Tribes of Cain". Habla acerca de la caída en el pecado, de la búsqueda de redención, y de la negación de sí mismo como vía hacia la superación espiritual.
3. "Son of Earth". Se refiere a la relación entre el ser humano y la tierra, a través de la muerte por el cual el primero vuelve a la segunda.
4. "Winter Solstice". Canción romántica que se refiere a la pureza e inocencia del amor.
5. "Ceremony of Opposites". Se refiere a la necesidad de encontrar el camino hacia la iluminación, corriendo el riesgo de pasar por los opuestos de la misma.
6. "From Malkuth to Kether". Malkuth es el último sephirot y Kether el primero, dentro de la tradición cabalística judía; se refiere al regreso a los orígenes.

Contiene además un hidden track que es el mismo instrumental sin nombre del EP Rebellion, que acompaña a la versión hablada de "Static Journey", y que al ser reproducido en un PC dice tener tal nombre.